# Lumberton (Texas)
Lumberton è un centro abitato degli Stati Uniti d'America situato nella contea di Hardin dello Stato del Texas.
La popolazione era di 11.943 persone al censimento del 2010. Fa parte dell'area metropolitana di Beaumont–Port Arthur.

## Geografia fisica
Lumberton è situata a 30°15′50″N 94°12′07″W (30.263896, -94.201918).
Secondo lo United States Census Bureau, ha un'area totale di 9,4 miglia quadrate (24 km²).

## Società

### Evoluzione demografica
Secondo il censimento del 2000, c'erano 8.731 persone, 3.198 nuclei familiari e 2.542 famiglie residenti nella città. La densità di popolazione era di 928,5 persone per miglio quadrato (358,6/km²). C'erano 3.443 unità abitative a una densità media di 366,2 per miglio quadrato (141,4/km²). La composizione etnica vedeva il 97,64% di bianchi, lo 0,05% di afroamericani, lo 0,29% di nativi americani, lo 0,21% di asiatici, lo 0,87% di altre razze, e lo 0,95% di due o più etnie. Ispanici o latinos di qualunque razza erano il 2,79% della popolazione.
C'erano 3.198 nuclei familiari di cui il 42,6% aveva figli di età inferiore ai 18 anni, il 66,4% aveva coppie sposate conviventi, il 9,9% aveva un capofamiglia femmina senza marito, e il 20,5% erano non-famiglie. Il 17,8% di tutti i nuclei familiari erano individuali e il 6,1% aveva componenti con un'età di 65 anni o più che vivevano da soli. Il numero di componenti medio di un nucleo familiare era di 2,73 e quello di una famiglia era di 3,09.
La popolazione era composta dal 29,1% di persone sotto i 18 anni, il 9,0% di persone dai 18 ai 24 anni, il 30,3% di persone dai 25 ai 44 anni, il 22,8% di persone dai 45 ai 64 anni, e l'8,7% di persone di 65 anni o più. L'età media era di 34 anni. Per ogni 100 femmine c'erano 93,1 maschi. Per ogni 100 femmine dai 18 anni in giù, c'erano 91,4 maschi.
Il reddito medio di un nucleo familiare era di 45.700 dollari, e quello di una famiglia era di 47.184 dollari. I maschi avevano un reddito medio di 38.315 dollari contro i 26.217 dollari delle femmine. Il reddito pro capite era di 19.640 dollari. Circa il 5,5% delle famiglie e il 7,0% della popolazione erano sotto la soglia di povertà, incluso l'8,0% di persone sotto i 18 anni e il 5,0% di persone di 65 anni o più.
Lumberton è una comunità in rapida crescita, ed è la più grande città di Hardin County.